# Georg Polikeit

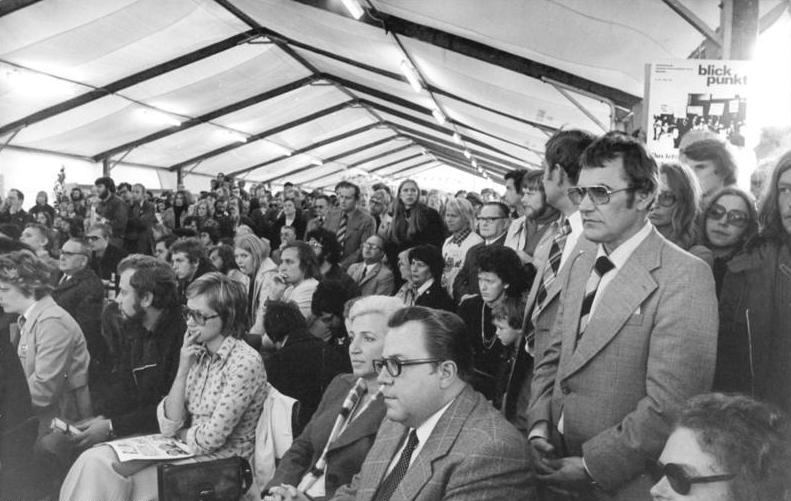
Erstes UZ-Pressefest 1974 in Düsseldorf mit dem Leiter der Ständigen Vertretung der DDR in der (alten) Bundesrepublik Michael Kohl (1. Reihe sitzend 1. v. r.) sowie dem DKP-Präsidiumsmitglied und Chefredakteur Zeitung „Unsere Zeit“ Georg Polikeit (stehend 1. v. r.)

Georg Polikeit (* Juni 1929 in Stockach) ist ein deutscher Journalist und Funktionär der Deutschen Kommunistischen Partei (DKP).

## Leben
Polikeit wurde als Schüler mit 16 Jahren Mitglied der KPD. Ende 1948 absolvierte er bei der kommunistischen Tageszeitung „Unser Tag“ in Offenburg/Südbaden eine Ausbildung zum Journalisten. Ab 1951 war er Chefredakteur des illegal erscheinenden westdeutschen FDJ-Organs „Junges Deutschland“, weil die FDJ ab 1952 verboten worden war. 1956 war er Vertreter der westdeutschen FDJ in Budapest beim „Weltbund der Demokratischen Jugend“ (WBDJ) und Redakteur für dessen Zeitschrift „Weltjugend“. Er hat an der Vorbereitung der Weltjugendfestspiele in Warschau und Moskau und auch in Wien aktiv mitgewirkt. Nach Rückkehr in die (alte) Bundesrepublik hat er einen Jugendinformationsdienst, das „Junge Wort“, herausgegeben. Er hat auch für andere den Kommunisten nahestehende Zeitungen wie die antifaschistische „Die Tat“, im Ruhrgebiet „Tatsachen“, in Frankfurt am Main „Der Frankfurter Bote“ oder in Hamburg „Blinkfüer“ sowie auch für die Deutsche Volkszeitung geschrieben. Er war verantwortlicher Redakteur der „Bonner Korrespondenz“, eines Informationsdienstes aus Zeiten der KPD über Bundestag und westdeutscher Regierung aus Bonn. Er hat 1968 die Gründung der DKP mit vorbereitet und war bis zur Tätigkeit für die Parteizeitung „Unsere Zeit“ Pressesprecher der DKP. Er war von 1972 bis 1988 Chefredakteur des DKP-Zentralorgans Unsere Zeit UZ. 1986 wurde er wegen eines Berichts über die Rolle von Franz Josef Strauß in der Nazizeit von einem Anwalt von Strauß angezeigt und wegen übler Nachrede zu einer Geldstrafe verurteilt, obwohl Strauß in seiner Zeugenaussage die meisten berichteten Fakten zugab. Im April 1986 löste sein erster Kommentar zur Nuklearkatastrophe von Tschernobyl eine Kontroverse in der DKP aus. Im Streit zwischen der Mehrheit des Parteivorstands und dem sog. Erneuererflügel von 1987 bis 1989 vertrat er stets die Positionen der Vorstandsmehrheit um Herbert Mies.
Er ist mit Renate Polikeit (* 1932) verheiratet und lebt in Wuppertal.

## Publikationen
- Wo Moskau weit im Westen liegt: Ein Reisebericht über Sibirien und den sowjetischen Orient. Weltkreis, Jugenheim/Bergstraße 1964
- Die sogenannte DDR: Zahlen, Daten, Realitäten. Eine Landeskunde über den anderen Teil Deutschlands. Weltkreis, Jugenheim/Bergstr. 1966
- EU 2004: Sozialabbau + Weltmachtkurs. Institut für Sozial-Ökologische Wirtschaftsforschung München e.V., 2004